# وادي كاماكوراكيو
وادي كاماكوراكيو هي منطقة جغرافية تقع في جبال روكو، هيوغو، اليابان. يعد هذا الوادي جزءًا من منتزه سيتونايكاي الوطني في اليابان.

## التاريخ
يعود أصل اسم وادي كاماكورا إلى حكاية تاريخية: في القرن الثالث عشر، قام هوجو توكيوري، الشيكن، أو الوصي على الشوغون، بزيارة هذا الوادي وأشاد بجماله.

## الجغرافيا
يقع هذا الوادي على طول نهر فونازاكا، وهو فرع من نهر موكو. يبلغ طول الوادي حوالي كيلومترين. تم إنشاء هذا الوادي بواسطة النهر، الذي تآكلت منه أحجار الليباريت، مما أدى إلى ظهور واجهات الجرف العالية على طول النهر. يحتوي هذا الوادي على صخرة هياكوجو الشهيرة، وهي معلم أرضي ومكان تسلق شهير.

## المعرض

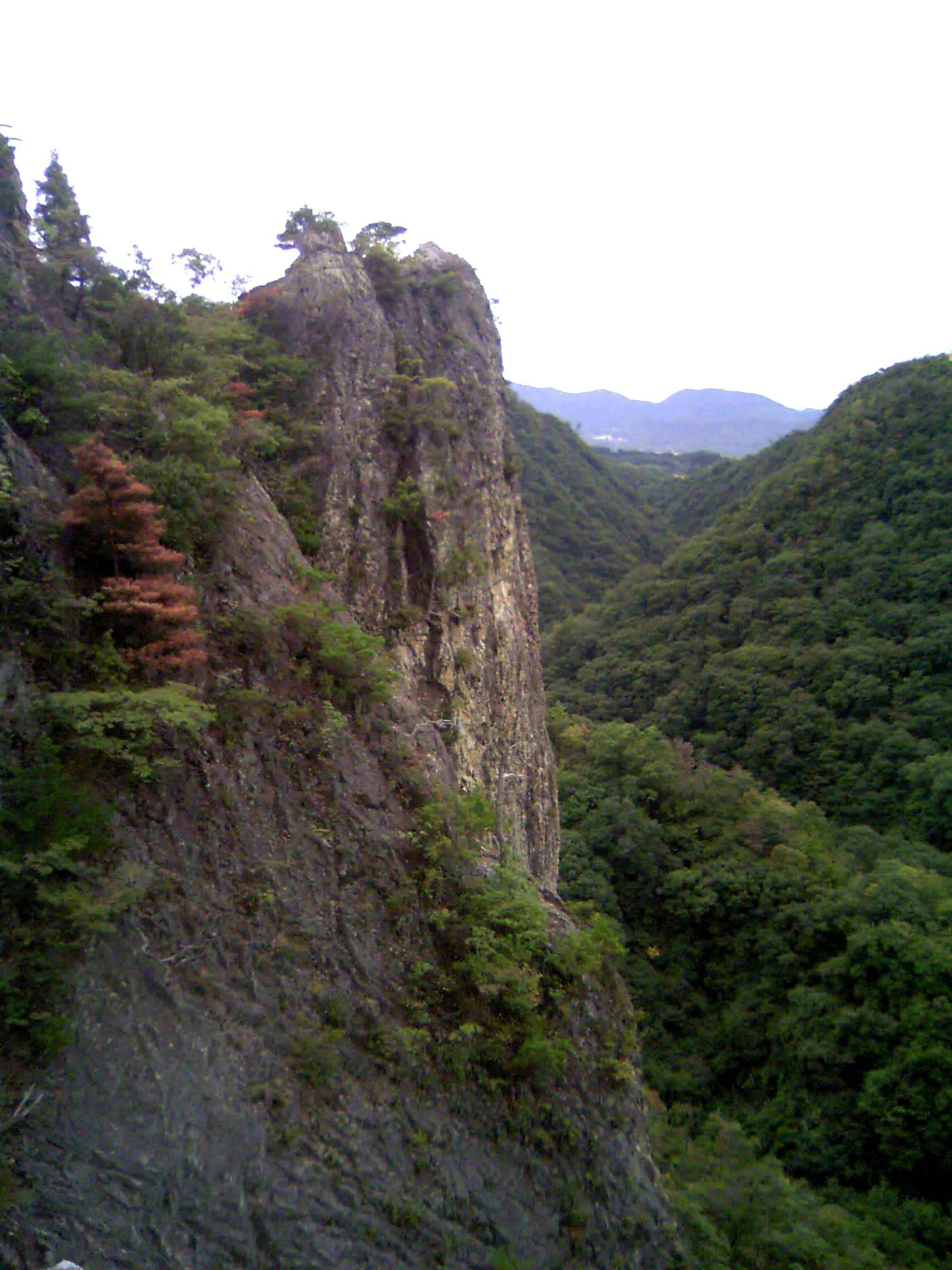
صخرة هياكوجويوا من الجنوب
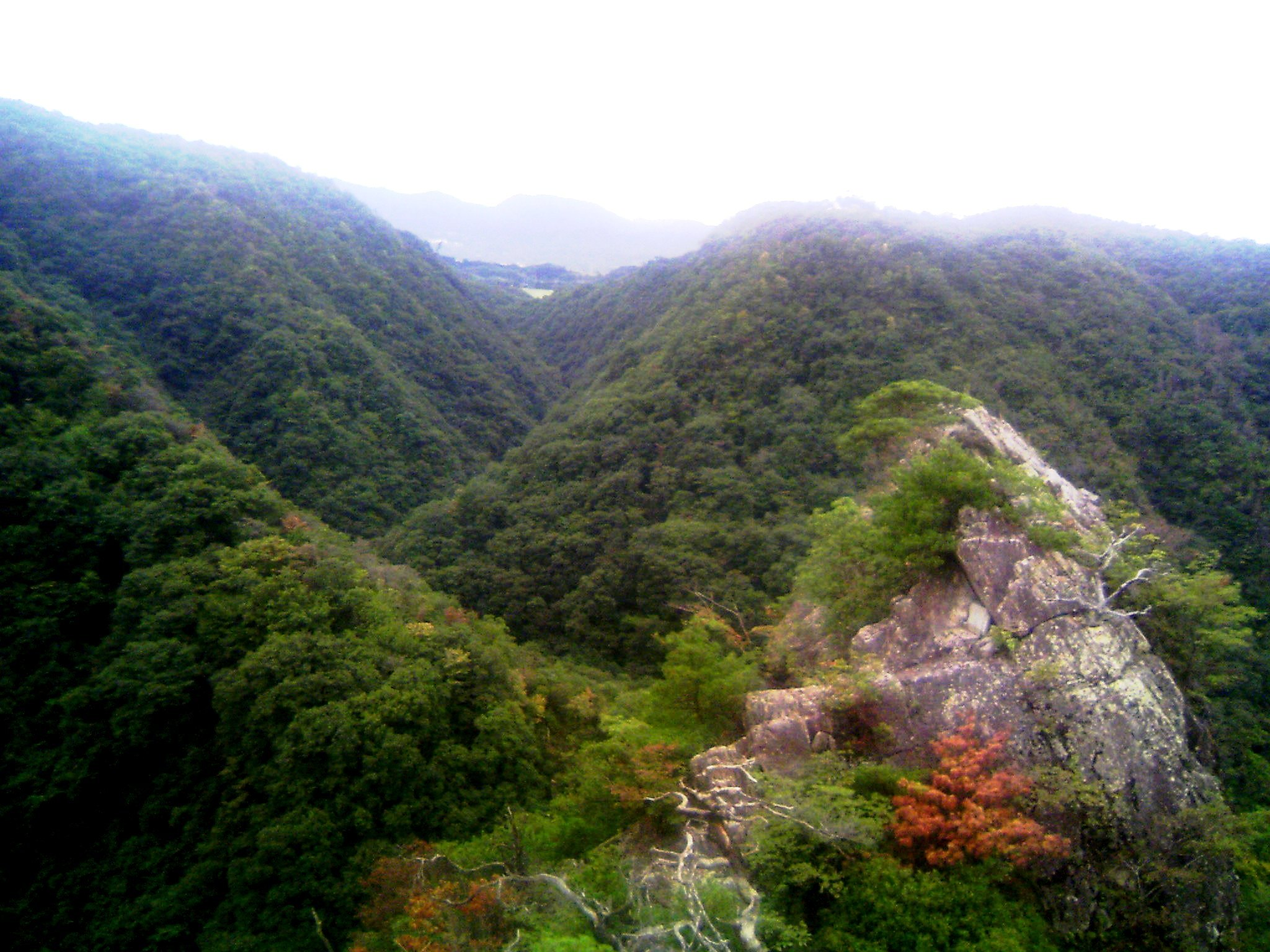
منظر من هياكوجويوا (1)
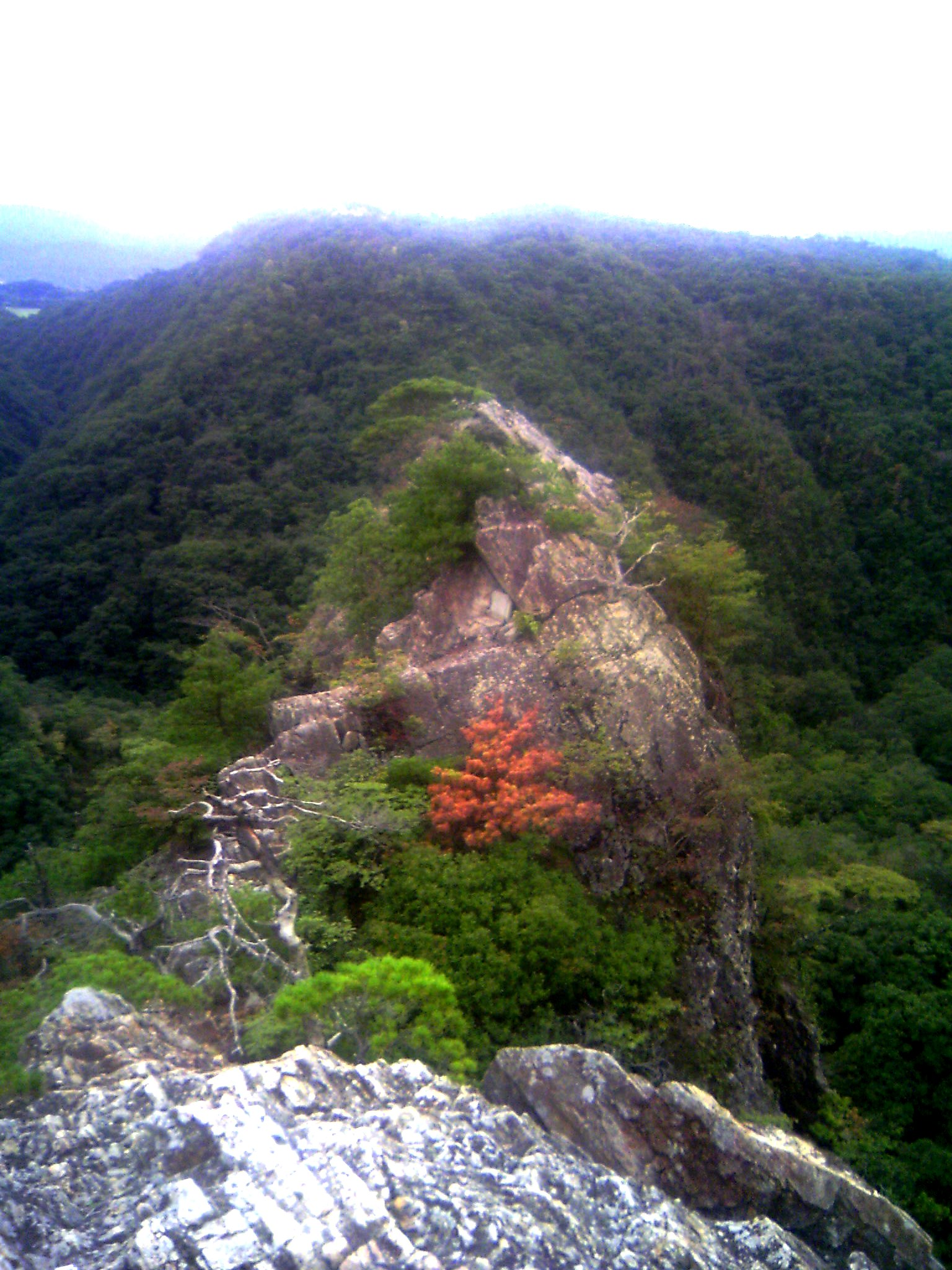
منظر من هياكوجويوا (2)
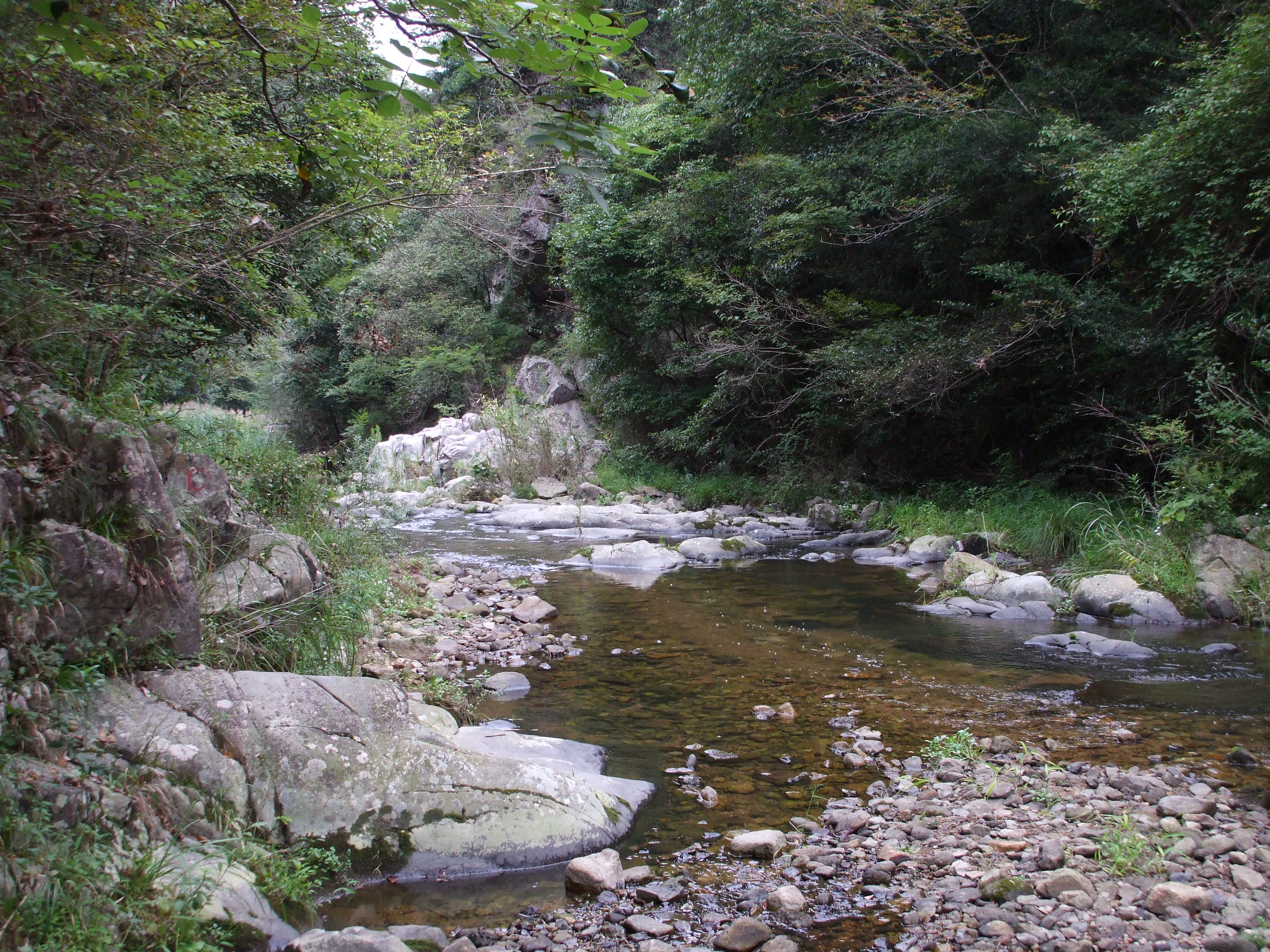
مشهد من وادي كاماكورا

## الروابط الخارجية
- Official Home Page of the Geographical Survey Institute in Japan
- Rokkosan, Yama to Keikosha, 2007